# Hymenocallis astrostephana
Hymenocallis astrostephana är en amaryllisväxtart som beskrevs av Thaddeus Monroe Howard. Hymenocallis astrostephana ingår i släktet Hymenocallis och familjen amaryllisväxter. Inga underarter finns listade i Catalogue of Life.